# Blackout (Marc Elsberg)
Pour les articles homonymes, voir Blackout.
Blackout (sous-titre : demain il sera trop tard, titre original : Morgen ist es zu spät) est un roman de l‘écrivain autrichien Marc Elsberg paru en Allemagne en 2012, traduit en plus de 15 langues en 2016, et diffusé à plus d'un million d'exemplaires.

## Résumé
Marc Elsberg imagine le scenario d'une panne électrique de grande ampleur.
Blackout décrit les conséquences d'un effondrement des réseaux d'alimentation en électricité en Europe, avec comme point de départ le piratage de compteurs communicants et les pannes des systèmes de gestion informatique des réseaux électriques intelligents et des systèmes de pilotage des centrales électriques.

## Trame du récit
Lors d'un hiver rigoureux, des coupures de courant commencent à provoquer des accidents de circulation avec les pannes de feux de circulation. Des villes entières sont plongées dans le noir, les systèmes de chauffage sont en panne. Les hôpitaux font tourner leurs générateurs de secours, mais ne disposent que quelques jours d'autonomie. L'absence d'électricité empêche le fonctionnement des pompes des stations service, et le carburant commence à manquer. Les magasins d'alimentation ne peuvent plus être alimentés en produits frais, et les congélateurs sont arrêtés. Comme les réseaux de distribution sont en sur-capacité les centrales nucléaires doivent arrêter d'urgence le cœur des réacteurs, et ne peuvent compter que sur leurs réserves de gazole pour les générateurs de secours. Les systèmes de distribution d'eau ne fonctionnent plus, tout comme les moyens de télécommunication. Un informaticien italien, ancien hacker, découvre qu'un groupe de terroristes a réussi à pirater des compteurs d'électricité simultanément dans différents pays, exploitant l'interdépendance des réseaux de distribution. Ils ont introduit du code malveillant dans le logiciel de supervision utilisé par la majorité des centrales électriques, qui provoque de fausses alertes. Ils procèdent aussi au sabotage de lignes haute-tension, ce qui aggrave encore la situation.

## Critiques
Le livre a fait l'objet de critiques globalement positives. Wissenschaft indique que l'intrigue est réaliste, bien documentée et bien écrite. Le livre a été rédigé en partant d'entretiens avec des agents du renseignement et des spécialistes de sécurité informatique, ce qui pour Libération « le rend à la fois intéressant et effrayant ».

## Adaptations
Le livre a été adapté à la télévision en 2021 sous forme de mini-série avec Moritz Bleibtreu dans le rôle principal.